# نیل کوردیس
نیل کوردیس (انگلیسی: Neil Cordice؛ زادهٔ ۷ آوریل ۱۹۶۰) بازیکن فوتبال اهل بریتانیا است.
از باشگاه‌هایی که در آن بازی کرده‌است می‌توان به باشگاه فوتبال ویلدستون، باشگاه فوتبال یئوویل تاون، باشگاه فوتبال والتون اند هرشام، باشگاه فوتبال فلکول هیث، باشگاه فوتبال نورث‌همپتون تاون، و باشگاه فوتبال وایکام واندررز اشاره کرد.